# Karel Matoušek
Karel Matoušek (* 10. května 1928 Praha, Československo) je bývalý československý reprezentant v řecko-římském zápasu. V roce 1960 na olympijských hrách v Římě vybojoval v kategorii do 67 kg čtvrté místo. V roce 1958 obsadil šesté místo na mistrovství světa. Čtyřikrát se stal mistrem Československa.